# Sabnie
Sabnie – wieś w Polsce położona w województwie mazowieckim, w powiecie sokołowskim, w gminie Sabnie. Ma status sołectwa i jest siedzibą gminy Sabnie. Leży nad Cetynią dopływem Bugu. 
Wieś była własnością biskupa płockiego, w 1795 roku wchodziła w skład ziemi drohickiej województwa podlaskiego. W latach 1975–1998 miejscowość administracyjnie należała do województwa siedleckiego.
W Sabniach znajduje się Zespół Szkół Podstawowych im. Heleny Mniszek. Pisarka żyła i tworzyła swoje książki w Sabniach. Tutaj też zmarła 18 marca 1943 r.
We wsi znajdują się dwa sklepy spożywcze, salon fryzjerski, filia urzędu pocztowego i lokalna jednostka Ochotniczej Straży Pożarnej. Najbliższy posterunek Policji znajduje się w oddalonej o 8 km na północ Sterdyni.
Sabnie zlokalizowane są 12 km na północ od siedziby powiatu, Sokołowa Podlaskiego. Północno-zachodnią część wsi przecina droga krajowa nr 63.
Wierni Kościoła rzymskokatolickiego należą do parafii Trójcy Przenajświętszej w Grodzisku.